# Neue Presse (Schweiz)
Die Neue Presse war eine von den Schweizer Verlagen Tages-Anzeiger AG und National-Zeitung AG von November 1967 bis Februar 1969 herausgegebene Boulevardzeitung.

## Konzept
Mit der Neuen Presse wollten die Herausgeber eine Boulevardzeitung gehobenen Niveaus für die Lektüre am Abend anbieten. Sie versuchten damit, die Leser in einer vermuteten Lücke zwischen den Qualitätstageszeitungen und der Boulevardzeitung Blick des Ringier-Verlags anzusprechen.
Um dem Anspruch zu entsprechen, wurden prominente Kolumnisten wie Werner Wollenberger, C. F. Vaucher, Rolf R. Bigler, Mäni Weber und Sepp Renggli engagiert. Die täglichen Kolumnen von Wollenberger und Renggli wurden, zusammen mit dem Cartoon «Dr Läppli» von Peter Hürzeler auf der Frontseite, zum Markenzeichen der Zeitung.
Unter dem Titel «Heute schreibt» gab die Zeitung überdies regelmässig politischen Kolumnisten ganz unterschiedlicher Richtung wie Paul Eisenring (CVP), Werner Schmid (LdU), Walter Renschler (SP), Hugo Scheidegger (FDP) oder Konrad Farner (PdA) Gelegenheit, ihre Ansichten zu präsentieren.

## Redaktion
Als Chefredaktor wurde der ausgewiesene Boulevardspezialist Peter Uebersax engagiert, früher und später wieder Chefredaktor des Blicks. Dem gegen 40 Personen umfassenden Redaktionsteam gehörten weitere prominente Journalisten an wie Jürg Ramspeck und Kurt W. Zimmermann sowie in einer ersten Phase der Schriftsteller Walter Matthias Diggelmann.

## Einstellung
Die Zeitung erreichte die Vorgaben der Herausgeber allerdings nicht. Nach einer Startauflage von 70'000 Exemplaren sackte sie auf rund 20'000 Exemplare ab und pendelte sich schliesslich bei rund 40'000 Exemplaren ein, weit weniger als die Vorgabe der Herausgeber.
Als erste Massnahme, um die Auflage zu steigern, wurde die Zeitung statt am Abend am Morgen herausgegeben. Als zweite setzte man etwas mehr auf Boulevardzeitung. Das reichte jedoch nicht. Ein Ausweg hätte nur darin bestanden, die Zeitung noch mehr in Richtung Boulevard auszurichten und damit weitere Abstriche am Niveau vorzunehmen. Das jedoch kam für die Herausgeber von Tages-Anzeiger und National-Zeitung nicht in Frage. Sie stellten die Zeitung am 25. Februar 1969 knapp anderthalb Jahre nach ihrer Lancierung ein.